# Beer Geek Breakfast
Beer Geek Breakfast is een Deens bier van hoge gisting.
Het bier wordt sinds 2005 gebrouwen voor brouwerijhuurder Mikkeller uit Kopenhagen bij verschillende brouwerijen, onder andere bij Nøgne Ø (Noorwegen), Gourmetbryggeriet (Denemarken) en in De Proefbrouwerij te Hijfte, België. 
Het is een zwart bier, type stout met een alcoholpercentage van 7,5%. Dit bier zorgde meteen voor de internationale doorbraak van Mikkeller nadat het in 2006 met goud werd bekroond op Ratebeer in de categorie Denmark – best beers.

## Varianten
In de loop van de jaren zijn een aantal extra (meestal eenmalige) versies van dit bier op de markt gebracht.
- Beer Geek Breakfast (Chilli/Chocolate Cask Festival Edition), met Habaneropepers, alcoholpercentage van 7%
- Beer Geek Breakfast (Dolle Versie), met gist van De Dolle Brouwers (Esen, België), alcoholpercentage van 8,3%
- Beer Geek Breakfast (Pooh Coffee Cask Festival), met Vietnamese koffie kopi loewak, alcoholpercentage van 7%
- Beer Geek Breakfast (Vanilla Cognac), met een alcoholpercentage van 7,5%
- Beer Geek Breakfast (Decaf), zonder koffie, met een alcoholpercentage van 8%
- Beer Geek Breakfast (Bourbon Edtion), met een alcoholpercentage van 10,7%
- Beer Geek Breakfast (High ICU Edition), met een alcoholpercentage van 7,5%
- Beer Geek Breakfast (English Tea Edition), met een alcoholpercentage van 7,5%
- Beer Geek Breakfast (Spy Side Edition), met een alcoholpercentage van 7,5%